# Alchemilla baltica
Alchemilla baltica là loài thực vật có hoa trong họ Hoa hồng. Loài này được Sam. ex Juz. mô tả khoa học đầu tiên.